# الكسندر ماسترز
الكسندر ماسترز (بالإنجليزية: Alexander Masters)‏ هو كاتب سيناريو أمريكي، ولد في 1965 في نيويورك في الولايات المتحدة.

## وصلات خارجية
- الكسندر ماسترز على موقع IMDb (الإنجليزية)
- الكسندر ماسترز على موقع ألو سيني (الفرنسية)
- الكسندر ماسترز على موقع كينوبويسك (الروسية)